# 장천초등학교 (전남)
장천초등학교는 대한민국 전라남도 영암군 서호면 장천리에 있는 공립 초등학교이다.

## 학교 연혁
- 1924년 9월 24일 장천공립보통학교(4년제 2학급) 개교
- 1929년 3월 1일 6년제로 개편
- 1938년 4월 1일 장천공립심상소학교로 개칭[1]
- 1941년 4월 1일 장천공립국민학교로 개칭[2]
- 1983년 3월 16일 병설유치원 개원
- 1996년 3월 1일 장천초등학교로 개칭[3]
- 1999년 9월 1일 서호북초등학교 통합
- 2007년 12월 27일 영암외국어체험센터 개관
- 2020년 2월 7일 제93회 졸업(총 5,137명)
- 2021년 1월 12일 제94회 졸업(총 5,141명)
- 2021년 3월 1일 제32대 홍경환 교장 부임

## 학교 상징
- 교화 - 국화 : 사랑과 정열
- 교목 - 향나무 : 강한 의지와 인내심
- 교색 - 녹색 : 꿈과 희망

## 참고 자료
- 장천초등학교 - 한국교육학술정보원 학교알리미
- 디지털영암문화대전